# Цибис, Ян
Ян Цибис (пол. Jan Cybis; 16 февраля 1897[…], Врублин, Опольское воеводство — 13 декабря 1972[…], Варшава) — польский художник, педагог и художественный критик; представитель «экспрессивного колоризма»; муж польской художницы Ханны Рудзка-Цибис.

## Биография
Ян Цибис родился 16 февраля 1897 года в селе Врублине в Верхней Силезии в крестьянской семье Яна и Марии. Креме него в семье были два брата — Алоис и Роберт и сестра Агнишка. Когда Яну было семь лет, его мать умерла от туберкулёза. Чтобы заработать на образование детей, отец работал на нескольких дополнительных работах, например, плотником. Некоторое время спустя он повторно женился на Анне Гиге, от которой у Яна появились сводных пять сестёр: Анна, Мария, Вальбурга, Францишка и Магдалена. В 1908 году Ян начал учиться в Королевской католической средней школе в Глогуве, где учитель Ганс Блох познакомил мальчика с живописью и привил любовь к ней. Там же состоялось его знакомство с семьёй Чарторыйских, и, поскольку Кибис неплохо говорил по-немецки, он взял на себя роль репетитора потомков этого рода. 
В 1916 году Цибис сдал выпускные экзамены в школе и вскоре его призвали в прусскую армию, где он оставался до конца Первой мировой войны, сражаясь на Западном фронте, после чего вернулся домой. По настоянию отца он в 1919 году начал изучать право в Силезском университете, но потом в тайне от родителей навсегда оставил юриспруденцию, твёрдо решив посвятить себя искусству.
Художественное образование Цибис получил в Государственной академии искусств и ремёсел Вроцлава (1919‒1921), затем совершенствовал искусство рисования в Академии изящных искусств (ныне носит имя Яна Матейко) города Кракова (1921‒1924). 
Наставником Цибиса, оказавшим значительное влияние на его дальнейшее творчество, был представитель немецкого экспрессионизма, член германской художественной группы «Мост» Отто Мюллер. Цибис также учился у Юзефа Панкевича и Юзефа Мехоффера, завоевав репутацию мастера постимпрессионистского стиля, использующего богатые, насыщенные цвета (колоризм) под влиянием французских живописцев.

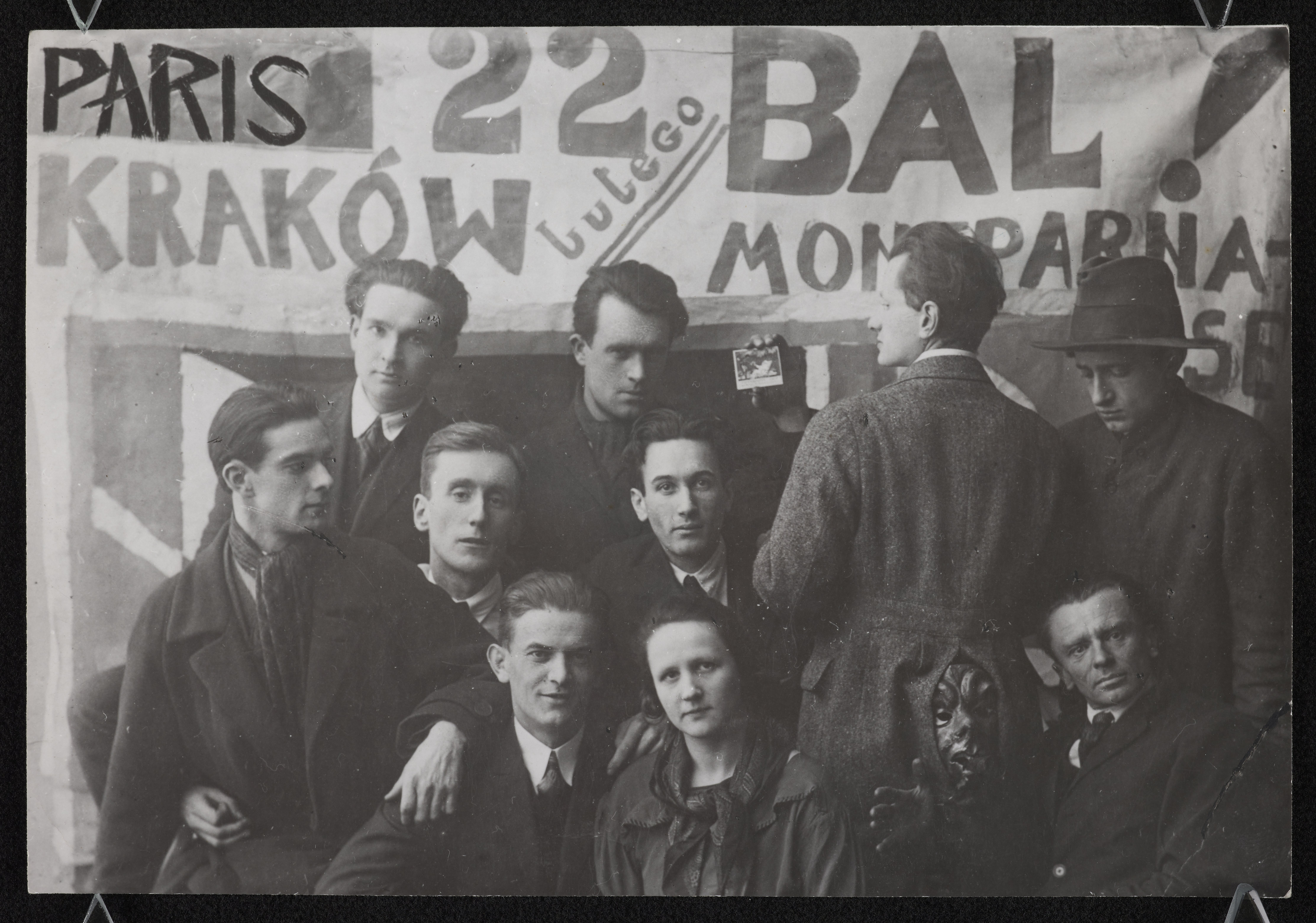
KПисты: внизу в центре — Ханна Рудзка-Цибис (жена) и Ян Цибис (слева), Юзеф Чапский, Артур Нахт-Самборский, Зигмунт Валишевский, Пётр Потворовский, Титус Чижевский, Юзеф Ярема (1925)

В 1924 году Цибис поселился в Париже, где прожил около десяти лет, пока в 1934 году не перебрался в Краков, где зарабатывал редактированием художественных журналов и их иллюстрированием. В 1930-е годы Я. Цибис был одним из самых известных представителей капистов (по польской аббревиатуре Парижского комитета — «КП») — довольно значительной группы польских художников того времени. В этой же группе состояла и его жена Ханна Рудзка-Цибис (1897—1988), которая также была довольно известной в Польше художницей.
Его стремительную карьеру прервала Вторая мировая война. Она застала семью Цибис в городе Кременец, который осенью 1939 года был оккупирован советскими войсками после вторжения Красной армии в Польшу; после чего художники едва перебивались за счёт написания картин для местных церквей. В 1941 году у них родился сын Яцек, а советская оккупация сменилась немецкой. В 1943 году из-за участившихся стычек между украинцами и поляками, семья художников покинула Кременец и отправилась в Варшаву. С прибытием в польскую столицу начались новые проблемы: во время Варшавского восстания 1944 года они потеряли почти всё своё имущество, включая написанные ими полотна. Немецкую оккупацию вскоре сменил марионеточный коммунистический режим, а до обретения Польшей подлинной независимости никто из них уже не дожил.
С 1945 года Ян Цибис преподавал в Варшавской академии изящных искусств, где среди его знаменитых студентов были Хенрик Кобылинский и Тадеуш Доминик.
Ян Цибис умер 13 декабря 1972 года в городе Варшаве (в третьем издании «БСЭ» местом смерти ошибочно указано родное село художника) и был погребён на Воинском кладбище в Повонзках. Мемуары художника были опубликованы в 1980 году.
Его заслуги перед отечеством были отмечены Крестом Заслуг, орденом «Знамя Труда», медалью «10-летие Народной Польши» и другими наградами.
На следующий год после смерти художника в Польше была учреждена премия имени Яна Цибиса, первым лауреатом которой стал его ученик Тадеуш Доминик.